# Lorraine Crapp
Lorraine Joyce Crapp, po mężu Thurlow (ur. 17 października 1938 w Sydney) – australijska pływaczka, wielokrotna medalistka olimpijska.
Specjalizowała się w stylu dowolnym. W igrzyskach brała udział dwukrotnie, startowała w Melbourne i Rzymie, łącznie zdobyła cztery medale. Podczas IO 56 wywalczyła trzy medale w wyścigach kraulem. Podczas igrzysk w Rzymie dorzuciła srebro w sztafecie 4x100 m. Wielokrotnie stawała na podium Commonwealth Games, biła także rekordy świata.
W 2000 była jedną z osób wnoszących flagę olimpijską na stadion w czasie ceremonii otwarcia igrzysk w Sydney.

## Starty olimpijskie
Melbourne 1956
- 400 m kraulem, 4 × 100 m kraulem – złoto
- 100 m kraulem – srebro

Rzym 1960
- 4 × 100 m kraulem – srebro